# スリウィジャヤ航空182便墜落事故
スリウィジャヤ航空182便墜落事故は、2021年1月9日にインドネシアで発生した航空事故である。スカルノ・ハッタ国際空港からスパディオ空港へ向かっていたスリウィジャヤ航空182便（ボーイング737-524）が離陸直後にジャワ海に墜落し、乗員乗客62人全員が死亡した。

## 飛行の詳細

### 事故機
事故機のボーイング737-524（PK-CLC）は1994年に製造番号27323として製造され、同年5月13日に初飛行を行っていた。コンチネンタル航空とユナイテッド航空で運用された後、2012年5月15日からスリウィジャヤ航空の機材となっていた。2基のCFMインターナショナル CFM56-3B1エンジンを搭載しており、Citra（インドネシア語で「印象」「象徴」の意）という愛称が付けられていた。

### 乗員乗客
当初182便には56人の乗客と6人の乗員が搭乗していており、いずれもインドネシア人であると報じられたものの、乗員乗客数は後に運輸省と国家捜索救助局によって行われた会見で乗客50人と乗員12人に訂正された。また、搭乗者には子供7人と幼児3人が含まれていた。182便には17,904時間以上の飛行経験を持つ54歳の機長 、5,107時間以上の飛行経験を持つ34歳の副操縦士、4人の客室乗務員が乗務していた他、別のパイロットを含む6人の乗員がデッドヘッドとして搭乗していた。

## 事故の経緯

182便の高度と速度の記録

182便の飛行経路

182便はWIB13時25分にスカルノ・ハッタ国際空港を離陸し、14時50分にスパディオ空港へ到着する予定だった。事故当日は出発が遅れており、ターミナル2Dからプッシュバックされ、14時14分に滑走路35Rから離陸した。遅延により、スパディオ空港への到着は15時50分頃になると推定されていた。また、同機には500kgの貨物が積載されていた。
離陸後、182便は高度13,000フィート (4,000 m)へ向けての上昇を開始した。AirNav Systemsの記録によれば14時40分頃、182便は7,650フィート (2,330 m)から10,900フィート (3,300 m)付近を上昇中に急降下し始めた。Flightradar24は離陸の4分後に機体が急降下し、1分足らずで10,000フィート (3,000 m)の高度を失ったと報じた。管制官との最後の交信は14時40分頃に行われた。
。報道によれば、機体はジャワ海上空で急降下した。墜落地点はスカルノ・ハッタ国際空港の北東19km地点で、ラキ島付近だと推測されている。

## 捜索活動
墜落に関する目撃証言は複数寄せられた。地元の漁師は自分のいた場所から僅か14m離れた地点に機体の一部が落下したと話した。また、墜落前に機体の一部が燃えていたとも証言した。セリブ諸島の住民は2度の爆発音を聞いたと語った。当時、島付近では雨が降っていた。事故の一報は14時30分ごろにされており、機体が海面へ急降下し、爆発したと報告された。セリブ諸島の県当局は地元のテレビ局の取材に対して「マレウ島に何かが落下して爆発した」と述べた。
捜索活動は16時頃から開始された。国家捜索救助局のバグス・プルヒトは墜落現場は空港から20kmほどの場所であると報告した。運輸省の職員はセリブ諸島付近で遺体の一部と残骸が回収され、付近の海域で航空燃料も確認されたと伝えた。182便は水深15-16mの海域に墜落したと推定されている。
インドネシアのジョコ・ウィドド大統領は哀悼の意を表明し、徹底した捜索救助活動を行うよう命じた。
国家捜索救助局は墜落現場に職員を派遣した。インドネシア警察と運輸省はジャカルタ港とスカルノ・ハッタ国際空港にそれぞれ緊急対策本部を設置した。インドネシア海軍はヘリコプターや7隻の船に加えて、KOPASKAの派遣も行った。
インドネシア運輸安全委員会（NTSC）は捜索活動を支援するために海洋調査船バルナ・ジャヤ（MV Baruna Jaya）を派遣すると話した。この船はライオン・エア610便墜落事故やインドネシア・エアアジア8501便墜落事故などの捜索も支援した。
国家捜索救助局は非常用位置指示無線標識装置（ELT）の信号は受信されなかったと報告した。捜索救助活動は一晩中継続され、正確な墜落現場の特定に焦点が当てられた。
インドネシア赤十字社は50人のボランティアを派遣し、100体分の遺体袋を用意した。搭乗者の家族はクラマトジャティ病院へDNAサンプルなどを持って来るよう求められた。スリウィジャヤ航空は家族のために宿泊施設を用意した。
1月9日の夜、セリブ諸島のランカン島付近で航空機用の脱出スライドが回収された。その他の残骸も複数個回収されたが、視界不良により救助活動は妨げられた。
1月10日、運輸大臣のブディ・カリヤ・スマディと空軍大将のハディ・ジャヤントは軍艦KRI John Lie 358の艦上から捜索救助活動の指揮を執った。ハディ・ジャヤントは航空機からの信号が海軍によって捕らえられたと述べた。また、海軍は墜落現場の正確な座標を特定したと語った。インドネシア国軍は4チームのダイバーを現場に投入し、海軍は150人の兵士とヘリコプターを墜落現場に配備した 。墜落現場ではダイバーによる捜索が開始された。インドネシア警察もすぐに、航空機1機とヘリコプター4機、ボート8隻、ダイバー50人を派遣した。1月10日の時点で、10隻以上の船が事故機の捜索活動を担っている。1月10日の午後には事故機のものと見られるタービンが回収された。
1月10日の8時頃、警察は遺体の一部が入れられた袋を受け取り、病院へ輸送した。後に救命胴衣やさらに多くの遺体が発見され、午後にはその多くが回収された。また、機体の胴体部の破片や破壊されたタイヤ、油圧装置、機体記号の描かれた残骸なども現場から回収された。回収された破片は小さなものが多く、機体が高速で海面に激突した可能性が示唆された。国軍は機体の本体を捜索することに現在は焦点を当てていると話した。当局は事故機から送信されたELTの信号を捕らえたと発表した。また、ラキ島の南の海で大量の航空燃料が流出していることを確認したと語った。
1月10日の夜までに大きな残骸は少なくとも16個回収され、遺体は少なくとも10体が収容された。国家捜索救助局は事故機のブラックボックスから発せられた信号を捕らえたと報告した。同日、NTSCは機体のドア、対地接近警報装置、電波高度計、および航空機の尾翼の一部を含む、複数の破片を回収したと発表した。
1月21日、国家捜索救助局は、犠牲者の捜索が中止されたと発表した。

## 事故調査
NTSCは国家捜索救助局から事故の一報を受けた。1月10日からコックピットボイスレコーダーとフライトデータレコーダーの捜索を開始すると述べた。また、NTSB（アメリカ国家運輸安全委員会）も調査に参加する予定だと話した。
運輸省のスポークスマンは飛行中に異常が認められたことを報告した。機体は29,000フィート (8,800 m)までの上昇を許可されていた。初期上昇中、182便は北西にコースを逸脱した。管制官はすぐに無線で状況の確認を試みたが、数秒後に機影が消失した。
スリウィジャヤ航空の代表者は、事故機は製造から年月が経っていたが耐空性はあったと述べた。また、30分の遅延については機械的な故障が原因ではなく、悪天候によるものだと話した。NTSCは気象気候地球物理庁と共に事故当時の天候を調べる予定だと語った。
インドネシア当局が2021年2月に出した中間報告では、事故原因は不明だが墜落機のスロットルには「異常」が見られたと指摘されており、機体の推力を制御するオートスロットルのコンピューターが「フラップシンクロワイヤ」の不具合を見逃して「機体のコントロールができなくなる」可能性があると指摘している。
この中間報告を受け、米連邦航空局（FAA）は、ボーイングに737-300、737-400、737-500型機の計143機の737型機の点検を命じた。
2022年11月10日、NTSCは最終報告書を発行した。報告書では事故原因について、オートスロットルが故障し、左右の推力が非対称になったことを挙げた。これによって機体は左へ傾き始め、急降下した。また、訓練不足によりパイロットは機体を立て直すことができなかった。

## 映像化
メーデー!:航空機事故の真実と真相 第23シーズン第3話「Power Struggle」